# Ameaça de morte
A ameaça de morte é a ameaça, feita geralmente de forma anônima, de matar alguém. A ameaça de morte constitui crime na maioria das jurisdições modernas. O propósito das ameaças de morte é o de constranger ou dissuadir a vítima, sendo ainda uma forma de coerção.
O Código Penal do Brasil tipifica não apenas a ameaça de morte, mas qualquer ameaça de causar um mal injusto e grave, no artigo 147, com punição de seis meses a um ano de detenção, ou multa.